# غلوريا كيربي
غلوريا كيربي (بالإنجليزية: Gloria Kirby)‏ هي صاحبة رواق ‏ أمريكية، ولدت في 19 أبريل 1928 في نيس في فرنسا، وتوفيت في 2017.